# Дольчеаккуа
Дольчеаккуа (італ. Dolceacqua) — муніципалітет в Італії, у регіоні Лігурія,  провінція Імперія.
Дольчеаккуа розташована на відстані близько 460 км на північний захід від Рима, 125 км на південний захід від Генуї, 34 км на захід від Імперії.

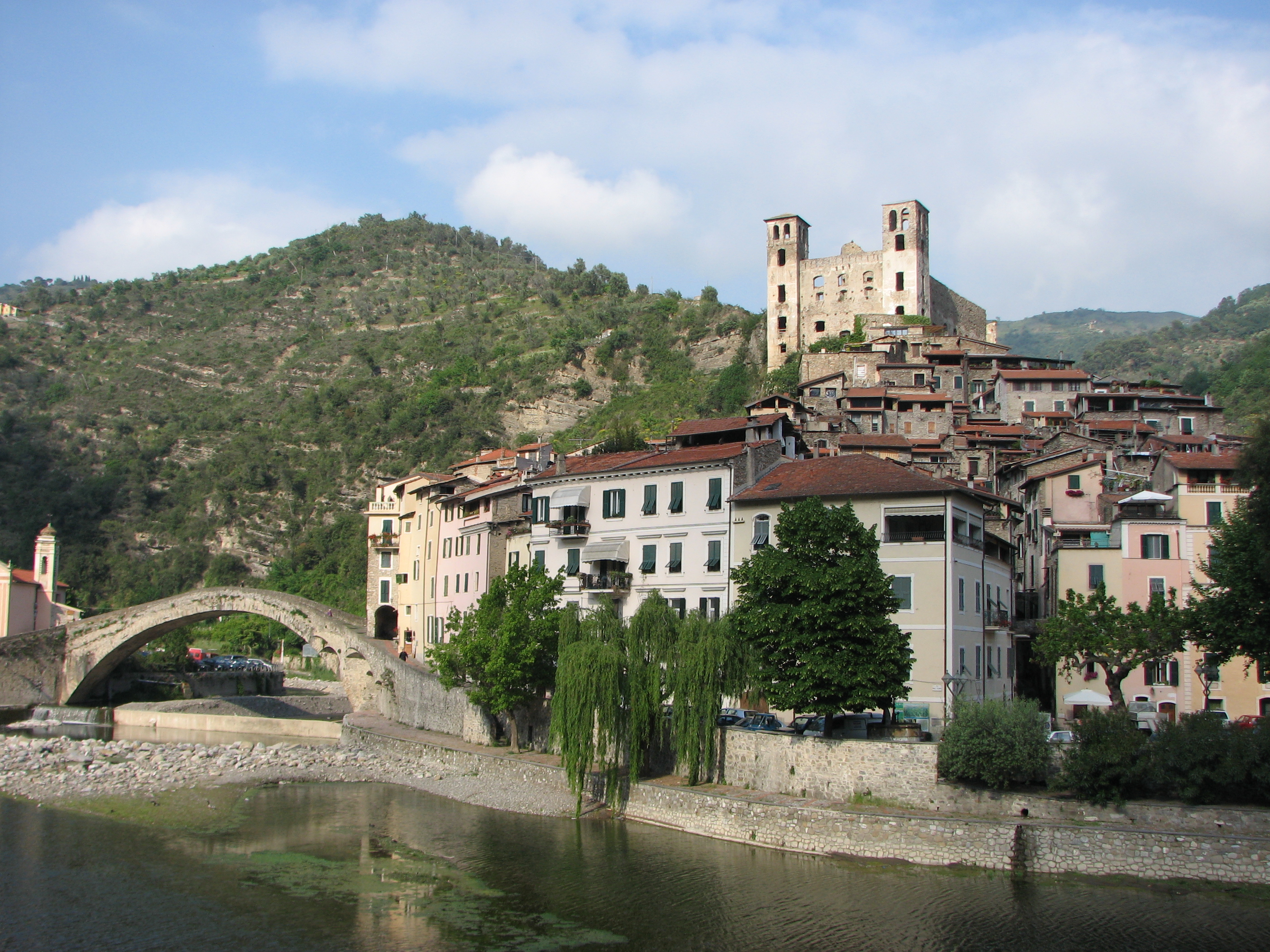

Населення — 2078 осіб (2014).

## Демографія
Населення за роками:

Станом на 1 січня 2023 року в муніципалітеті офіційно проживало 247 іноземців з 41 країни, серед них 110 громадян країн Євросоюзу та 4 громадяни України.

## Сусідні муніципалітети
- Айроле
- Априкале
- Брей-сюр-Руая (Франція)
- Кампороссо
- Ізолабона
- Перинальдо
- Роккетта-Нервіна
- Сан-Б'яджо-делла-Чима
- Вентімілья